# 南阳镇 (扶风县)
南阳镇是中国陕西省宝鸡市扶风县下辖的一个镇。

## 行政区划
南阳镇下辖以下行政区：
丰仪村、西权村、韩家窑村、强家村、章村、坊村、南阳村、鲁马村、候李村、闫村